# Liste der denkmalgeschützten Objekte in Stradonice
Grundlage dieser Liste der denkmalgeschützten Objekte in Stradonice ist die ÚSKP-Liste (Ústřední seznam kulturních památek České republiky, deutsch Zentrale Liste der Kulturdenkmäler der Tschechischen Republik), die von der tschechischen Denkmalschutzbehörde NPÚ (Národní památkový ústav, deutsch Nationale Denkmalbehörde) seit 1987 geführt wird und an die seit dem Jahr 1850 geschaffenen Listen anschließt.

## Denkmalgeschützte Objekte nach Ortsteilen
| Lage                                           | Objekt                         | Beschreibung | ÚSKP-Nr.                  | Bild           |
| ---------------------------------------------- | ------------------------------ | --- | ------------------------- | -------------- |
| Stradonice, bei Nr. 2 (Standort)               | Skulptur St. John und St. Paul | Die Sandsteinskulptur auf einem prismatischen Sockel ist ein volkstümliches Werk aus der ersten Hälfte des 19. Jahrhunderts. Die Sandsteinskulptur steht südlich des Dorfes an der Eisenbahnlinie hinter dem Hof, derzeit auf einem umzäunten Privatgrundstück. | 18031/2-611 Info Katalog  | BW             |
| Stradonice (Standort)                          | Marterl                        | Sandsteinschrein in Form einer prismatischen Säule mit einem abgestuften Fuß und einem profilierten Kopf mit einem Dach, in das ein gusseisernes Kreuz eingesetzt ist. Das Werk kann auf den Beginn des 19. Jahrhunderts datiert werden.                        | 46558/2-4097 Info Katalog | weitere Bilder |
| Stradonice, im Wirtschaftshof Nr. 2 (Standort) | Getreidespeicher Nr. 2         | Massiver rechteckiger Getreidespeicher mit Walmdach. Das Gebäude wurde 1730 (Jahr in Kartusche) erbaut und ist Teil eines größeren Hofes (andere Gebäude ungeschützt).                                                                                          | 38260/2-610 Info Katalog  | weitere Bilder |